# Zevenheuvelenloop 2013

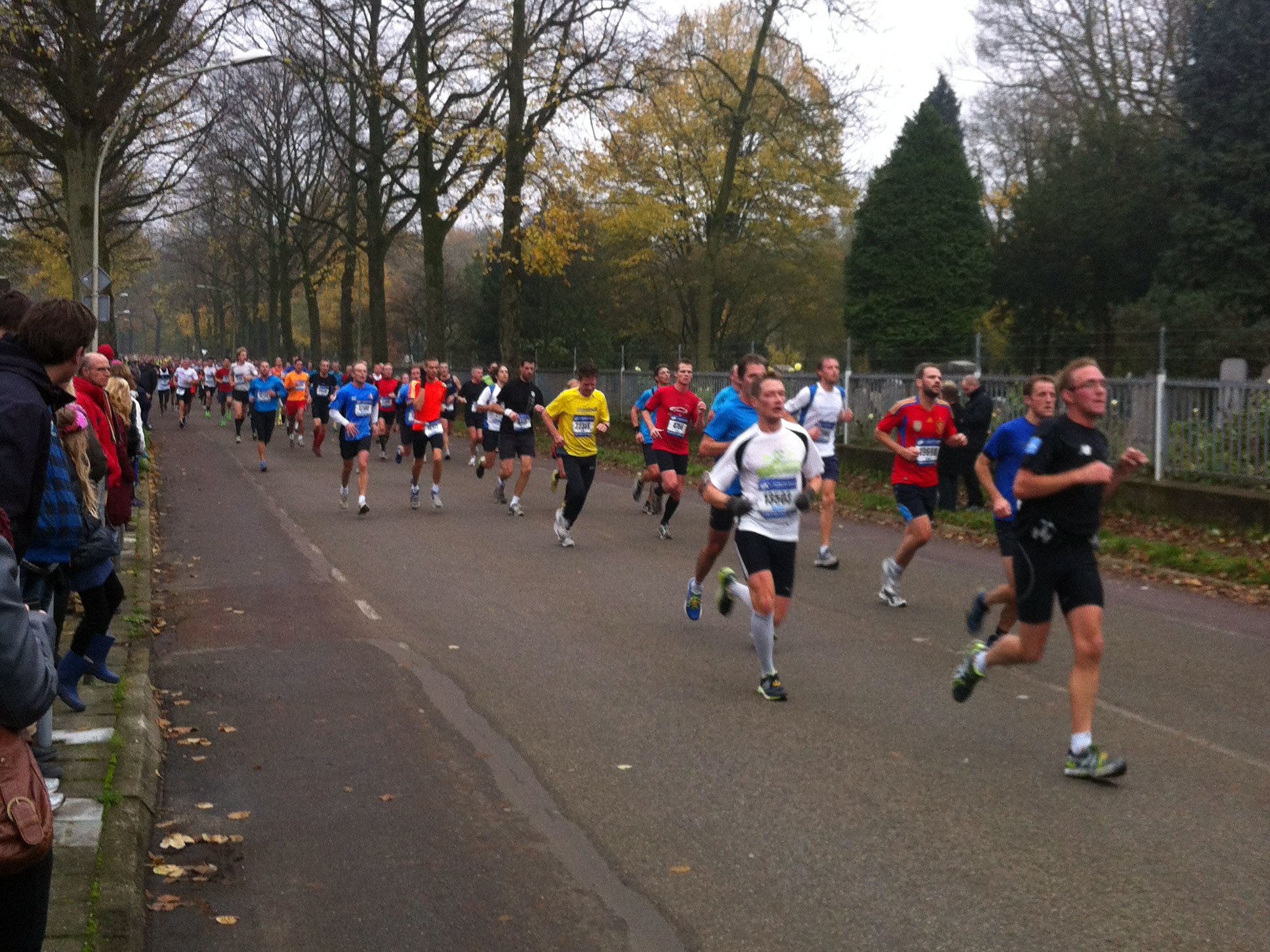
Lopers op weg

De Zevenheuvelenloop 2013 vond plaats op 17 november 2013 in Nijmegen. Het was de 30e editie van deze loop. Het evenement werd gesponsord door Scholten Awater. In totaal finishten 26.486 lopers. 
De wedstrijd bij de mannen werd gewonnen door de Keniaan Leonard Patrick Komon in 42.14,3. Hij versloeg hiermee zijn landgenoot Nicholas Kipkemboi, die in 42.31,9 over de finish kwam. Bij de vrouwen besliste de Ethiopische Tirunesh Dibaba de eindstrijd en won de wedstrijd in 48.42,9.
Naast de 15 km kende het evenement ook een loop over 5 km en 10 km.
In totaal schreven 32.475 lopers zich in voor het evenement waarvan er 26.486 finishten.

## Uitslagen

### Mannen
| rang   | naam                  | land | tijd    |
| ------ | --------------------- | ---- | ------- |
| Goud   | Leonard Patrick Komon | KEN  | 42.14,3 |
| Zilver | Nicholas Kipkemboi    | KEN  | 42.31,9 |
| Brons  | Daniel Chaves         | BRA  | 43.48,6 |
| 4      | Jesper van der Wielen | NED  | 44.32,6 |
| 5      | Tom Wiggers           | NED  | 44.41,7 |
| 6      | Jonathan Mellor       | ENG  | 45.03,4 |
| 7      | Youssef Banniz        | MAR  | 45.28,8 |
| 8      | Patrick Stitzinger    | NED  | 45.33,3 |
| 9      | Bart van Nunen        | NED  | 45.42,8 |
| 10     | Yannick Michiels      | BEL  | 46.18   |
| 11     | Paul Zwama            | NED  | 46.27,6 |
| 12     | Ruben Scheurwater     | NED  | 46.29,2 |
| 13     | Wesley van der Gouw   | NED  | 46.32,4 |
| 14     | Olfert Molenhuis      | NED  | 46.39,3 |
| 16     | Hamid El Mouaziz      | MAR  | 46.53,2 |
| 17     | Colin Bekers          | NED  | 46.54,5 |
| 18     | Antoine Duvivier      | BEL  | 47.00,0 |
| 19     | Stefan Van Den Broek  | BEL  | 47.07,9 |
| 20     | Luc Schout            | NED  | 47.15,3 |
| 21     | Felix Limo            | KEN  | 47.36,0 |
| 22     | Jorrit Cleij          | NED  | 47.37   |
| 23     | Tim Bolink            | NED  | 48.00   |
| 24     | Sander Schutgens      | NED  | 48.00   |
| 25     | Zac Freudenburg       | NED  | 48.10   |

### Vrouwen
| rang   | naam                 | land | tijd    |
| ------ | -------------------- | ---- | ------- |
| Goud   | Tirunesh Dibaba      | ETH  | 48.42,9 |
| Zilver | Birhane Adere        | ETH  | 50.59,0 |
| Brons  | Ayame Takaki         | JPN  | 51.07,2 |
| 4      | Honoka Yuzawa        | JPN  | 51.26,2 |
| 5      | Miranda Boonstra     | NED  | 51.41,0 |
| 6      | Kim Dillen           | NED  | 51.53,0 |
| 7      | Mio Muraoka          | JPN  | 51.55,3 |
| 8      | Yurino Yokoyama      | JPN  | 52.38,0 |
| 9      | Ruth van der Meijden | NED  | 52.45,4 |
| 10     | Mariska Dute         | NED  | 53.08,9 |
| 11     | Stefanie Bouma       | NED  | 53.41,6 |
| 12     | Jessica Oosterloo    | NED  | 53.58,5 |
| 13     | Eveline Martens      | NED  | 54.03   |
| 14     | Ilse Pol             | NED  | 55.11,4 |
| 15     | Christine Venhuizen  | NED  | 55.32   |

1984 ·
1985 ·
1986 ·
1987 ·
1988 ·
1989 ·
1990 ·
1991 ·
1992 ·
1993 ·
1994 ·
1995 ·
1996 ·
1997 ·
1998 ·
1999 ·
2000 ·
2001 ·
2002 ·
2003 ·
2004 ·
2005 ·
2006 ·
2007 ·
2008 ·
2009 ·
2010 ·
2011 ·
2012 ·
2013 ·
2014 ·
2015 ·
2016 ·
2017 ·
2018 ·
2019 ·
2022